# Nihonbashi

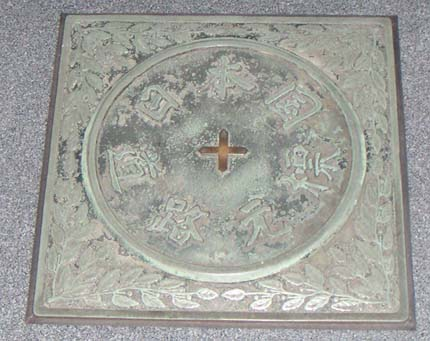
Le point d'origine des routes du Japon.

Nihonbashi (日本橋, litt. « pont du Japon ») est un quartier d'affaires de l'arrondissement Chūō de Tōkyō. C'est aussi le nom d'un célèbre pont qui s'y trouve.

## Histoire
Le pont Nihonbashi était le point d'origine de cinq routes majeures construites à l'époque d'Edo au XVIIe siècle. Le pont porte toujours un signe indiquant « le point d'origine des routes du Japon » et la distance des routes du Japon est toujours calculée en prenant ce point pour référence. Pendant cette époque (1603-1868), le quartier était au cœur de l’économie japonaise et l’un des ports d’entrée les plus familiers des marchands étrangers.
Le quartier prospéra alors comme quartier marchand. Nihonbashi, et le quartier proche Ginza, sont toujours le lieu de nombreux grands magasins.
De nombreuses entreprises japonaises y ont aussi établi leur siège, dont Mitsui.
Au début des années 1960, le ciel de Nihonbashi fut entièrement masqué par la construction de l'autoroute métropolitaine, construite pour accueillir les Jeux olympiques de Tokyo de 1964. « En raison de la courte période de préparation, le site de l'autoroute était situé sur une rivière ne nécessitant pas d'acquisition de nouveaux terrains, autrement dit, directement au-dessus du pont de Nihonbashi. Cela entraîna la perte du paysage de Nihonbashi, symbole de la ville, nuisant ainsi au charme de la ville elle-même ».
Après les jeux olympiques de 2020 à Tokyo, le quartier entier commence à être réaménagé, ce réaménagement consiste à recréer l'atmosphère de Nihonbashi à l'époque d'Edo. Le front de mer permettra de redonner au quartier l'atmosphère qui ont marqué les peintures et les estampes ukiyo-e. Avec l'objectif de créer une expérience piétonne regroupant les éléments essentiels de la culture japonaise, le quartier aura des trottoirs bordés de restaurants, de boutiques et d'expériences branchés qui incarnent le meilleur du Japon dans une approche touristique conviviale. Le long de la rivière Ninonbashi, les abords seront transformés pour permettre une promenade agréable le long des berges avec des restaurants, des magasins et des arbres. Des gratte-ciels seront aussi construits dans le quartier, transformant son image globale.
En mars 2041, l’autoroute aérienne qui surplombe la rivière Nihonbashi sera enterrée sur une longueur de 1,8 kilomètres et le célèbre pont de Nihonbashi sera débarrassé de l’encombrante autoroute aérienne qui le surplombe.
|  |  |

## Bâtiments de Nihonbashi

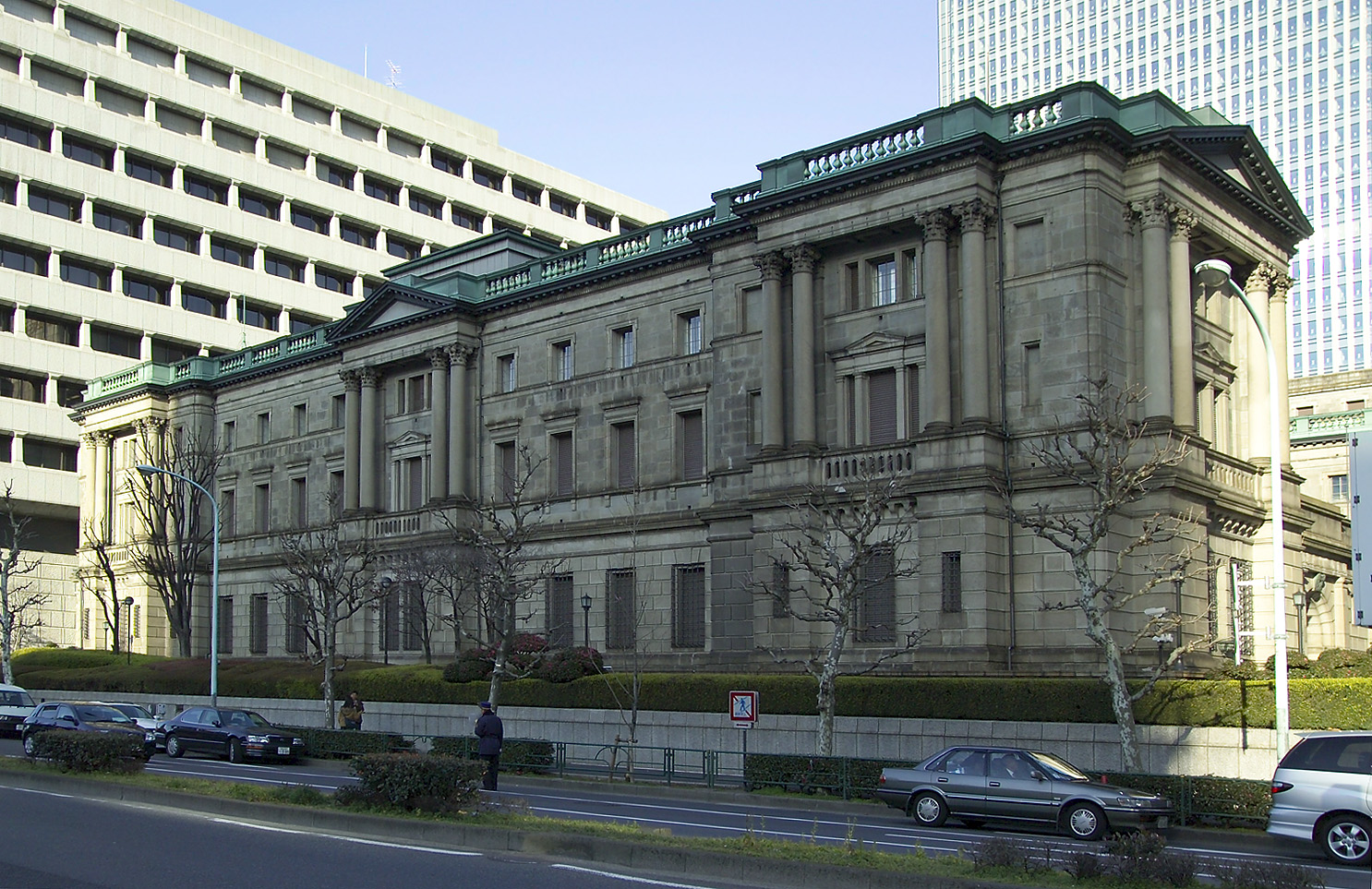
Banque du Japon.
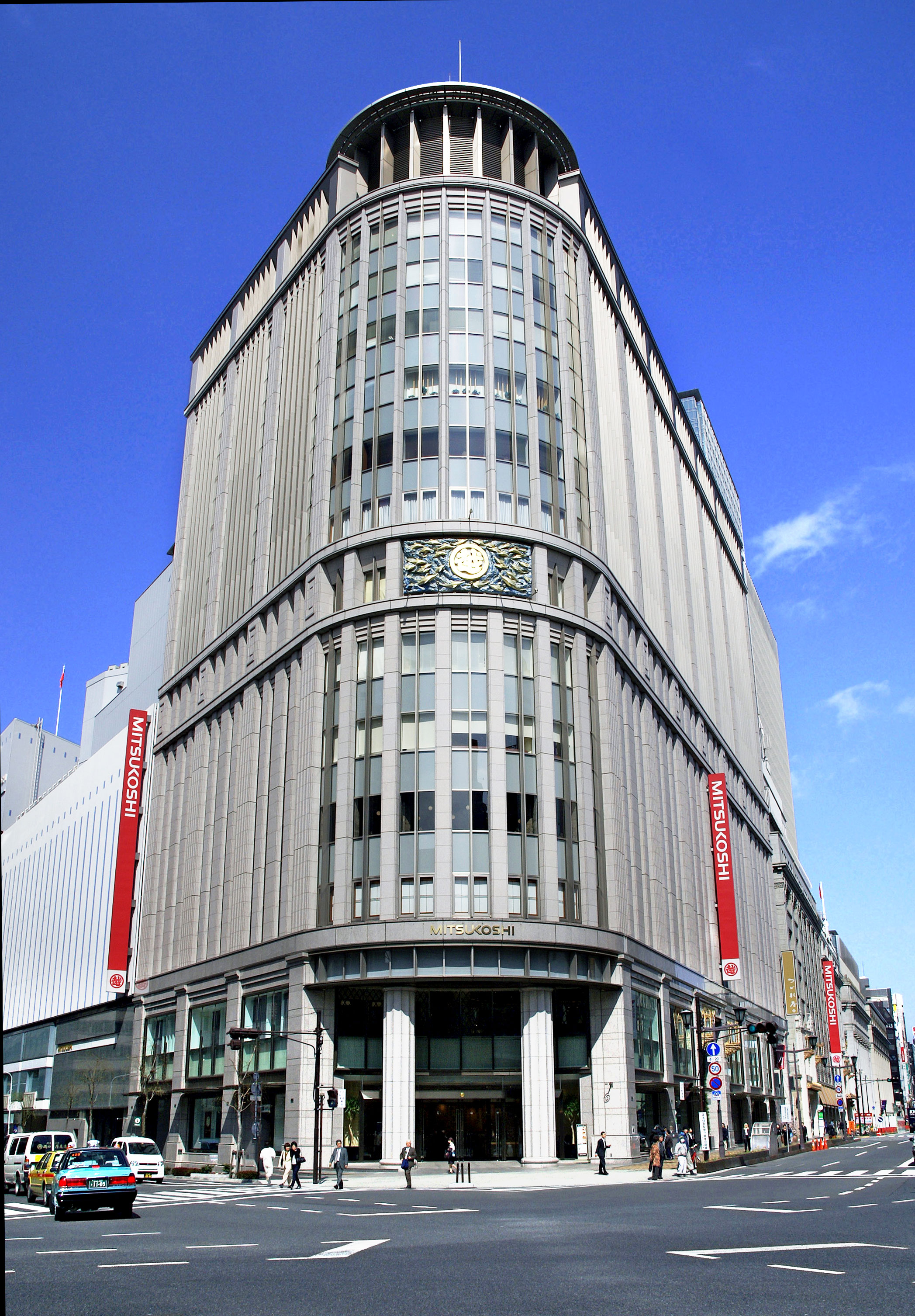
Grand magasin Mitsukoshi.
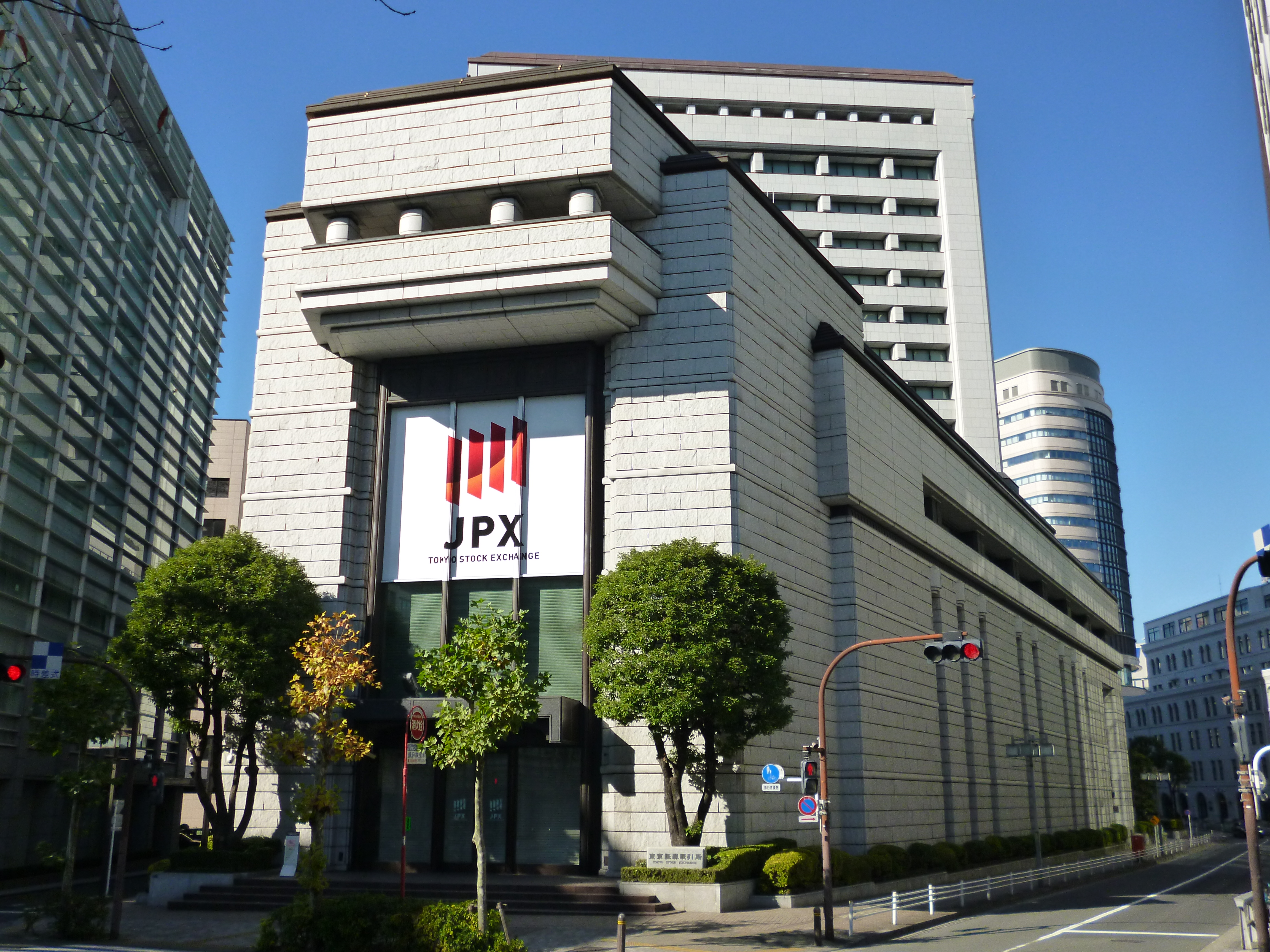
Bourse de Tokyo.
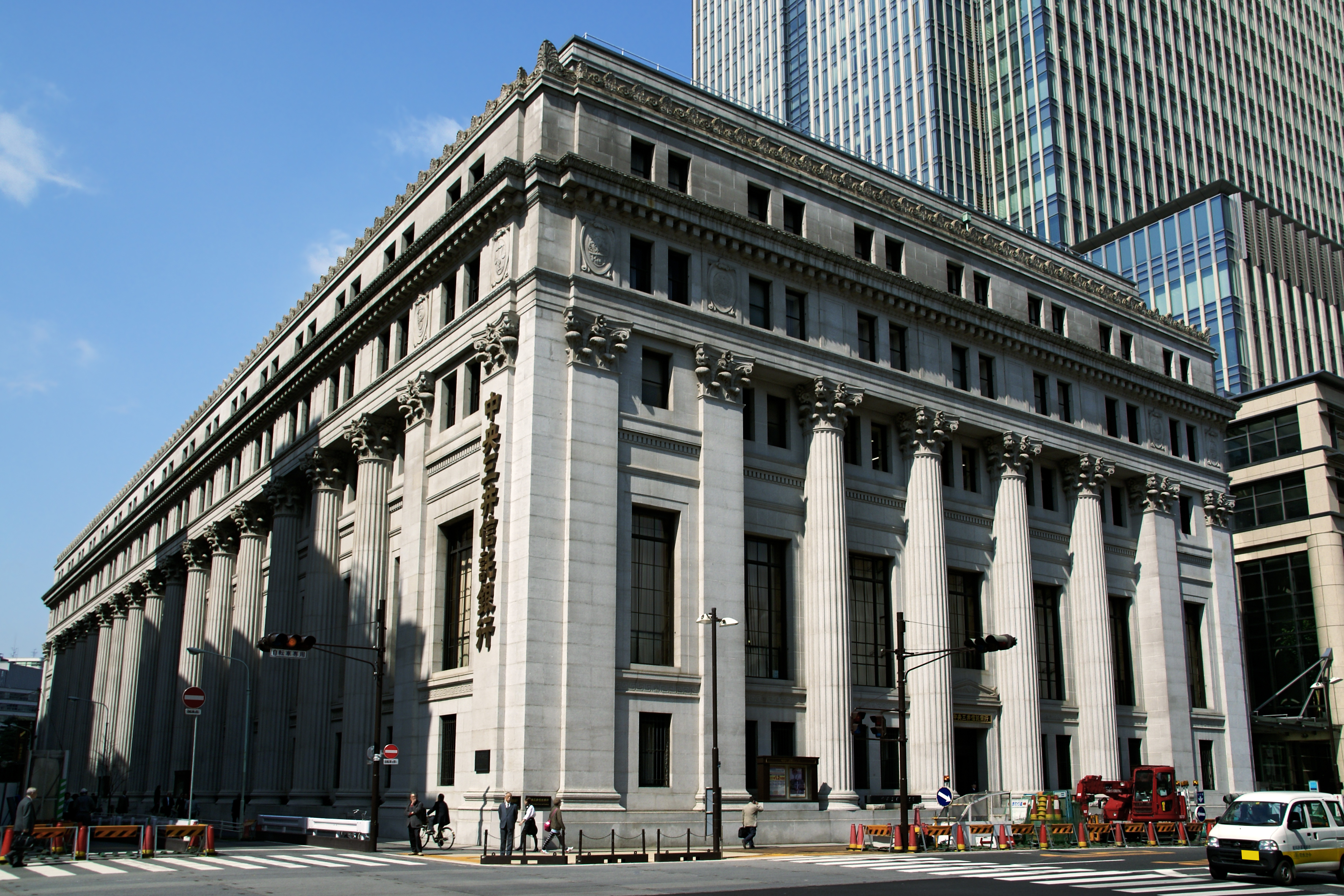
Le siège de Mitsui.
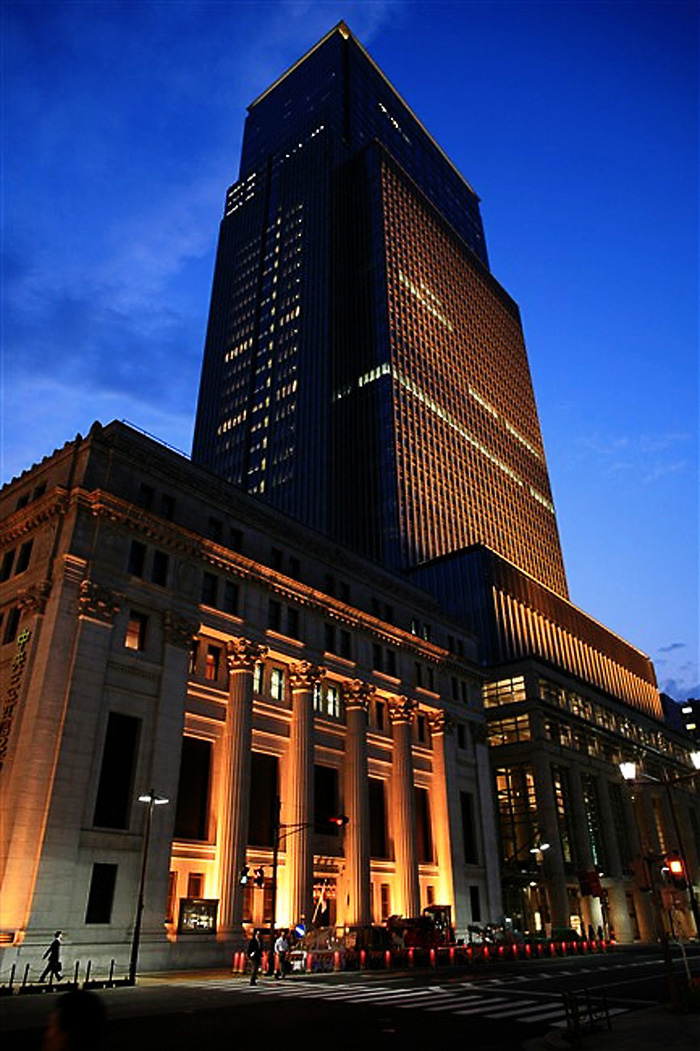
Nihonbashi Mitsui Tower.

## Point de départ des cinq routes d'Edo
Nihonbashi était le point de départ des « cinq routes d'Edo » de l'époque d'Edo :
- Tōkaidō reliant Edo à Kyōto

Nihonbashi - Shinagawa-juku
- Nakasendō reliant Edo à Kyoto à travers les montagnes

Nihonbashi - Itabashi-shuku
- Kōshū Kaidō reliant Edo à la province de Kai (aujourd'hui la préfecture de Yamanashi)

Nihonbashi - Naitō Shinjuku
- Ōshū Kaidō reliant Edo à la province de Mutsu (aujourd'hui la préfecture de Fukushima)

Nihonbashi - Hakutaku-juku
- Nikkō Kaidō reliant Edo à Nikkō

Nihonbashi - Senju-juku